# 旗山區農會
旗山區農會位於高雄市旗山區，農會大樓於民國八十七年（1998年）12月31日公告為古蹟。其前身為創立於臺灣日治時期大正三年（1914年）10月6日的「有限責任蕃薯藔信用組合」，不過農會大樓的一、二樓是在昭和五年（1930年）12月才興建而成:2-10，三樓則是戰後在民國四十八年（1959年）9月15日所增建:2-20。
信用利用組合（1925年更名）在金融業務發展起來後，亦開始拓展事業，振興農村經濟，如設立自耕農特別的貸款規程、肥料等共同購買事業、製造香蕉容器（竹簍）與設置碾米工廠等:2-12。

## 沿革

### 日治時期
日治時期臺灣總督府在大正二年（1913年）2月10日制定「台灣產業組合法」後，在政府大力宣傳之下:2-3，蕃薯藔街的包國榮興、吳萬福、陳順和、中野勇太郎等68名內地人及21名臺灣人聯名提出「有限責任蕃薯藔信用組合」的申請書:2-4。該信用組合正式成立於隔年10月6日，於羅漢外門蕃薯藔街365番地租屋辦公:2-23，首任組合長為日本醫生包國榮興，主要業務是金錢借貸，欲加入需繳納30圓，可分期付款，但首期需繳3圓以上:2-5、6。初期的股權為383股，股金11490圓。
成立初期由於不少人對於將信用組合認為是放高利貸的錢莊，因而遭致惡評，且出現不願繳錢或退出組合者，再加上利用信用組合來存款或借款者不多，雖然組合長包國榮興與繼任的中野勇太郎、竹內藤一郎努力經營，但在大正八年（1919年）時仍有三分之一的貸款變成呆帳，之後兩年又碰上第一次世界大戰後的不景氣，最後無法支付提領存款而向臺灣銀行以及旗山郡求援:2-6。在吳萬順提供十甲土地給臺灣銀行作擔保，以及旗山郡守協助之下，信用組合得到3000圓用來應急:2-6。而在處理呆帳之後，大正十年（1921年）信用組合的純利大為增加:2-6，信用組合成員也在隔年起開始增加，因而在大正十三年（1924年）12月於第一回全島產業組合大會上被表揚為優良組合:2-7。此外在大正十年（1921年）5月25日因行政區調整，信用組合更名為「有限責任旗山信用組合」:2-8。
在被表揚之後，信用組合與旗山水利組合合作經營自來水系統，因而依據法規於大正十四年（1925年）3月22日更名「有限責任旗山信用利用組合」，10月與水利組合簽下二十年的供水契約書:2-7。水源由水利組合提供，取水口等設備由信用組合興建，但所有權歸水利組合，不過取水口設備每年需要繳36圓的使用費，且蓄水池是租用陳順和所有的養魚池:2-8。不過陳順和在擔任旗山街長後，由於信用組合財力不足以負擔，遂於昭和四年（1929年）用建築原價35871圓87錢將設備買下，改由政府經營以增加地面撒水、消防用水等設備，改進自來水系統:2-8。
大正十五年（1926年），信用組合又發生財務危機。吳萬順之子吳見草在7月接任組合長之後，以自籌經費成立貸給組合來解決此一問題:2-10。而後在吳見草的努力下信用組合成員在昭和三年（1928年）增加370名，總計2003名，此時成員已大多是臺灣人，日本成員在五年後已經不到一成，但在總代、理事、監事等職上仍佔有一定名額:2-10。昭和四年（1929年）3月6日的產業組合紀念日，旗山信用利用組合再次受表揚為高雄州的優良組合，內部成員也在之後受到表揚，同時業務也日益擴大，舊有事務所因而不敷使用。有基於此，遂在隔年12用耗資18000圓興建現今的農會大樓，不過當初只是兩層樓建築:2-10。
在此之後，信用利用組合開始將業務拓展到金融業之外，昭和八年（1933年）4月12日因有兼營協助成員購買肥料、飼料、農具等物的購買事業，遂更名「有限責任旗山信用購買利用組合」；昭和十一年（1936年）因應旗山香蕉產業發展而兼營香蕉容器，也就是竹簍的製造販售後，又再次更名為「旗山信用購買販賣利用組合」:2-14。除此之外，組合還有設立碾米工廠:2-14。
昭和十九年（1944年）2月，由於去年（1943年）12月頒布的「農業會令」，信用組合解散併入旗山街農業會，原本的成員成為農業會會員，信用組合轉變成農會的信用部，此後農會方有信用功能:2-16。

### 民國時期
二次大戰後，旗山農業會於民國三十五年（1946年）4月分成農會與信用合作社，不過都仍然在今天的農會大樓裡辦公，之後到了民國三十八年（1949年）11月4日，兩者又合併為農會。此後農會於民國四十年（1951年）6月設溪州碾米工廠，5月設製材場，6月16日購置門市部，隔年存款達到570多萬元，且該年稅賦為全臺之冠:2-18。民國四十二年（1953年）12月10日，因政府希望將農會改為純粹的農民組織，遂將成員分成會員與贊助會員（工商業者），第六代理事長林添丁遂因不是農民而失去資格，由林義人當選繼任:2-19。此後旗山鎮農會業績仍繼續發展，興建溪州農業倉庫（1954年10月）、圓潭倉庫（1955年3月）、南溪州辦事處（1958年5月），開辦家畜市場（1957年8月1日）:2-19。
由於業務發展，空間再次不敷使用，於第二屆第四次會員大會時有擴建拓寬二樓之議，後來在第三屆第二十二次會員大會改為增建三樓，於民國四十八年（1959年）9月15日動工，同時增建溪州辦事處與南溪州辦事處二樓大廈，該年旗山鎮農會還增加汽車貨運行的業務:2-20，存款金額達到3037萬6000多元，為全臺信用最優良的農會:2-19。三樓增建工程之後於第八任理事長劉永昌任內完工:2-20。

## 農會大樓
農會大樓於1930年落成時為兩層樓建築，建築向內退縮留設露天走道，而其入口則與街道呈45°角，左右立有以多層橫向溝縫修飾的方柱，上方設有雨庇:2-26。一樓的外牆只有窗戶開口，而窗戶之間的壁柱延伸到二樓則成獨立圓柱，構成二樓的廊道:2-26。台度與柱子為洗石子造，外牆則貼有淺色磁磚。
之後農會大樓在1959年時增建三樓並改建店鋪（今門市部）外觀，1967年先是西側擴建三層樓建築，而後在其上再加三層樓成為六層樓高建築，到了1983年時店鋪拆除，改建成三層樓建築:2-40。